# Мірко Шарович
Мірко Шарович (серб. Мирко Шаровић; нар. 16 вересня 1956) — сербський політик, президент Республіки Сербської з березня 1999 до 28 листопада 2002 року, член Президії Боснії і Герцеговини у 2002–2003 роках.

## Політична кар'єра
Перебуваючи на посаді президента Республіки Сербської 5 березня 2001 року в Баня-Луці разом із президентом Югославії Воїславом Коштуницею підписав історичну Угоду про спеціальні паралельні відносини між Югославією та Республікою Сербською.
5 жовтня 2002 року Мірко Шаровича було обрано членом Президії Боснії і Герцеговини від сербів, однак був відправлено у відставку 2003 року в результаті скандалу, пов'язаного з продажем зброї в Ірак.